# ميكي ديلارد
ميكي ديلارد (بالإنجليزية: Mickey Dillard)‏ مواليد 15 أكتوبر 1958 في هوليوود، هو لاعب كرة سلة أمريكي سابق. بدأ مسيرته الاحترافية في سنة 1981. تم اختياره من قبل فريق كليفلاند كافالييرز خلال الدرافت. حمل الرقم 9. يبلغ طوله 6 قدم 3 بوصة (1.9 م). اعتزل اللعب في 1982.

## روابط خارجية
- ميكي ديلارد على موقع إن بي أي (الإنجليزية)
- ميكي ديلارد على موقع سبورتس رفرنس (الإنجليزية)
- ميكي ديلارد على موقع كلية كرة السلة في سبورتس رفرنس.كوم (الإنجليزية)
- ميكي ديلارد على موقع ريلجم (الإنجليزية)
- ميكي ديلارد على موقع بروبوليرز (الإنجليزية)